# Antonio Sebastián de Toledo Molina y Salazar
Antonio Sebastián de Toledo Molina y Salazar, marchese di Mancera (Siviglia, 20 gennaio 1622 – Madrid, 13 febbraio 1715), fu viceré della Nuova Spagna tra il 15 ottobre 1664 e l'8 dicembre 1673.

## Biografia
Toledo Molina y Salazar nacque in Spagna ma crebbe in Perù dove il padre, Pedro Álvarez de Toledo y Leiva, fu viceré tra il 1639 ed il 1648. Da adolescente si unì alla marina coloniale comandando alcuni squadroni contro i pirati olandesi. Tornò in Spagna col padre nel 1648, divenendo maggiordomo del palazzo reale e poi ambasciatore a Venezia ed in Germania.
Il 30 dicembre 1663 re Filippo IV lo nominò viceré della Nuova Spagna, nonostante il Consiglio delle Indie avesse inizialmente rifiutato la sua nomina a causa della scarsa salute. Giunse a Chapultepec rimanendovi alcuni giorni prima di fare l'ingresso ufficiale a Città del Messico. Durante la permanenza a Chapultepec diede ordine di non preparare celebrazioni per il suo arrivo, dato che le casse della colonia erano vuote in seguito alla guerra contro gli inglesi. Ordinò invece che i 16000 pesos risparmiati fossero usati per creare una scatola dorata filigranata da mandare come regalo al re. Entrò a Città del Messico il 15 ottobre 1664, prendendo i poteri.
Nel 1665 il pirata inglese John Davis saccheggiò e distrusse la piazza di Saint Augustine, nella Florida spagnola. Perse, tra le altre cose, le guarnigioni che erano stanziate a difesa. Per evitare un secondo attacco il viceré Toledo Molina y Salazar riorganizzò l'Armada de Barlovento (guardiacoste). Ordinò la costruzione di una nave da guerra veloce ed armata pesantemente. Questa ed altre spese rovinarono le già sofferenti casse della colonia.
Nonostante tutto il viceré proseguì la ricostruzione della cattedrale di Città del Messico. I suoi interni ornati vennero conclusi nel 1666 e la seconda dedica della cattedrale ebbe luogo il 22 dicembre 1667.
Ispezionò le fortificazioni di San Juan de Ulúa, nei pressi di Veracruz, e sospese i lavori del sistema idrico di Città del Messico. Inviò una nuova spedizione fallimentare verso la Bassa California. Sospese la costruzione di un convento a Guanajuato a causa della mancanza di fondi.
Nel 1670 i Chichimeca invasero Durango ed il governatore, Francisco González, ne abbandonò la difesa. Riuscì a salvare solo le sue proprietà, abbandonando i militari.
All'inizio del 1666 giunse a Città del Messico la notizia della morte di re Filippo IV. Si tenne un servizio funebre solenne nell'ancora incompleta cattedrale. La regina Maria Anna divenne reggente per conto del figlio Carlo II, che al tempo aveva solo 3 anni.
L'Audiencia sporse alcune lievi proteste presso la Corona sul modo di comportarsi del viceré, come il fatto di essere giunto tardi alla funzione religiosa. Alcuni di questi reclami furono girati al viceré Toledo Molina y Salazar, il quale rassegnò le dimissioni per motivi di salute (dimissioni respinte dalla Corona). Al contrario, il 3 aprile 1670, estese il termine del mandato. Smise infine di ricoprire l'incarico nel 1673, restando alcuni mesi ancora a Città del Messico. Il 2 aprile 1674 partì per la Spagna. A Tepeaca (Puebla), sulla strada che porta da Città del Messico a Veracruz, perse la vita la moglie, che fu sepolta sul posto.